# Červený Kameň
Červený Kameň es un municipio del distrito de Ilava en la región de Trenčín, Eslovaquia, con una población estimada a final del año 2024 de 639 habitantes.
Se encuentra ubicado al norte de la región, cerca del río Váh (cuenca hidrográfica del río Danubio) y de la frontera con la República Checa.

## Demografía
| Año        | 1994 | 2004    | 2014    | 2024    |
| ---------- | ---- | ------- | ------- | ------- |
| Población  | 807  | 757     | 689     | 639     |
| Diferencia |      | −6,19 % | −8,98 % | −7,25 % |

| Año        | 2023 | 2024    |
| ---------- | ---- | ------- |
| Población  | 637  | 639     |
| Diferencia |      | +0,31 % |